# LG K10 (2017)
LG K10 (2017) (також продавався як LG Harmony в мережі Cricket Wireless) — смартфон середнього класу на базі Android, розроблений LG Electronics і анонсований у грудні 2016 року. Як наступник попередньої моделі, LG K10 2017 року має низку вдосконалень порівняно з попередником, таких як датчик відбитків пальців і перероблений формфактор, а також Android Nougat в якості встановленої за замовчуванням операційної системи. В Україні був випущений 4 квітня 2017 року за ціною в 5 399 грн.

## Характеристики смартфона

### Апаратне забезпечення
LG K10 (2017) має оновлений дизайн з кнопкою живлення/датчиком відбитків пальців на задній панелі, хоча має схожий з попередньою інкарнацією 5,3-дюймовий дисплей з роздільною здатністю 720p і різні параметри апаратної частини в залежності від регіону. Версія M257, що продавалася компанією Cricket Wireless, має систему на кристалі Qualcomm Snapdragon 425 з чотириядерним процесором ARM Cortex-A53 з тактовою частотою 1,4 ГГц і графічним процесором Adreno 308; інші моделі використовують SoC MediaTek MT6750 з восьмиядерним процесором ARM Cortex-A53, що складається з чотириядерного кластера з тактовою частотою 1,5 ГГц і ще одного чотириядерного кластера з тактовою частотою 1,0 ГГц, а також графічного процесора ARM Mali-T860 MP2. Усі моделі мають 2 ГБ оперативної пам'яті.
Модель LG K10 (2017) має 16 ГБ вбудованої пам'яті, де доступно користувачеві 9 ГБ; внутрішню пам'ять можна розширити до 2 ТБ за допомогою карти пам'яті microSD. Батарея смартфона має місткість 2800 мА·г, порівняно з 2100 мА·г у попередника. Деякі моделі мають датчик відбитків пальців, вбудований в кнопку живлення на задній панелі, NFC та/або дві SIM-карти.

### Програмне забезпечення
LG K10 (2017) працює на Android 7.0 Nougat від Google з інтерфейсом LG UX. Програмне забезпечення підтримує жест натискання, що дозволяє розблокувати телефон шляхом постукування по дисплею. У 2018 році він отримав оновлення Android 8.1.0 Oreo в Індії.
Вбудована тривожна кнопка є ключовим елементом маркетингу в Південній Азії, у відповідь на вимогу індійського законодавства, згідно з яким мобільні телефони, що продаються в країні, повинні мати вбудовану функцію тривожної кнопки, що виникла після таких інцидентів, як групове зґвалтування в Делі у 2012 році.